# Славиці-Шляхецькі
Славиці-Шляхецькі (пол. Sławice Szlacheckie) — село в Польщі, у гміні Мехув Меховського повіту Малопольського воєводства.
Населення — 222 особи (2011).
У 1975-1998 роках село належало до Келецького воєводства.

## Демографія
Демографічна структура станом на 31 березня 2011 року:
|          | Загалом | Допрацездатний вік | Працездатний вік | Постпрацездатний вік |
| -------- | ------- | ------------------ | ---------------- | -------------------- |
| Чоловіки | 115     | 18                 | 84               | 13                   |
| Жінки    | 107     | 16                 | 58               | 33                   |
| Разом    | 222     | 34                 | 142              | 46                   |